# 田中みな実
田中 みな実（たなか みなみ、英語名：ミナミ・エイミー・タナカ〈Minami Amy Tanaka〉、1986年〈昭和61年〉11月23日 - ）は、日本の女性タレントで、司会者、女優、フリーアナウンサー、元TBSテレビアナウンサーである。フラーム所属。アメリカ合衆国ニューヨーク州ニューヨーク市出生、埼玉県朝霞市出身。愛称は、みなみん、平成のあざと女王。

## 来歴

### 生い立ち - 学生時代
アメリカで出生したため、ミドルネームを「付けられるのなら付けよう」ということで、父が知人女性の名「エイミー」をミドルネームにする。出生後に渡日する。埼玉県朝霞市で育った。大妻中学校・高等学校を経て青山学院大学文学部英米文学科入学。在学時はテニスサークル「ELLE」に所属。同サークルのマドンナ的存在で憧れの先輩・小川彩佳がアナウンサーに内定したことで、その仕事に興味を持ったという。また、キャンパスパークに所属し、ファッション雑誌やポスターでモデルの仕事も経験。2007年には「ミス青山コンテスト2007」に出場し、準ミスになる。

### TBSテレビのアナウンサーとして
2009年、同大学卒業後にTBSテレビ入社。
4月7日、『アナCAN』で同期入社・江藤愛と共にアナウンサーデビュー。4月12日、『アッコにおまかせ!』にて全国放送でお披露目、江藤愛と共に自己紹介をした。当初から『アナCAN』公式サイト内でブログを書いていたが番組終了に伴い閉鎖。その後別ブログ（現ブログ）始めている。なお記事の移行はしていない。同年公開の映画『レイトン教授と永遠の歌姫』の女性客役で声優デビュー。
10月11日、『サンデージャポン』に初出演。山中秀樹・青木裕子アナ・出水麻衣アナと共に筑波山登山ロケを行った。『サンジャポ』にはその後も不定期で出演していたが、9月12日からコーナー化された「情報ライブみな実屋」という番組内の情報コーナーでリポーターを担当。

2010年3月29日より『関口宏の東京フレンドパークII』に女性従業員（アシスタント）で出演。2011年3月の休園（最終回）まで出演。2010年10月から『山崎真実のサンデー・グッド・サポート』アシスタント担当。2011年4月から『吉木りさのエンジョイ・ドライビング・サンデー』アシスタントを担当。2012年6月2日、ダイバーシティ東京で行われた、DJ山本シュウ総合プロデュースのHIV・エイズ啓発イベント『RED RIBBON LIVE 2012 レッドリボン大作戦! 〜あなたはHIVエイズ検査に行きますか？〜』にてアシスタントを担当。2013年1月6日から、『サンジャポ』の司会進行役に昇格。また、3月20日に公開の東宝映画『コドモ警察』に出演している。
2014年6月25日に、自身のブログにおいて同年9月30日に退職しフリーアナウンサーになると発表。。

### フリーアナウンサー・女優として
TBS退職後は宮根誠司・羽鳥慎一らが所属する芸能事務所「テイクオフ」に所属。TBSテレビ『有吉ジャポン』『ジョブチューン アノ職業のヒミツぶっちゃけます!』およびTBSラジオ『田中みな実 あったかタイム』『ジョブチューンR』に引き続き出演する一方で、2014年10月26日にはフジテレビ『ニュースな晩餐会』にてTBS以外の局に初めてレギュラー出演する。
2016年10月3日スタートのTOKYO MXの情報番組『ひるキュン!』でメインMCを務める。田中にとって情報番組で初のメインMCで昼帯番組の初レギュラーとなる。2019年、東海テレビ制作・フジテレビ系ドラマ『絶対正義』を皮切りにテレビドラマへの出演が増える。2021年『ずっと独身でいるつもり?』で映画初主演、2023年NHKドラマ『悪女について』でドラマ初主演を果たした。12月13日、1st写真集『Sincerely yours...』を発売。発売から1か月で4刷り50万部を突破し、宝島社の写真集としては、1971年の創立以来の最高部数となった。2020年8月14日、「新たな分野に挑戦したい」として、6年間所属した芸能事務所「テイクオフ」から「フラーム」へ移籍した。11月30日、「オリコン年間BOOKランキング 2020」ジャンル別「写真集」で「 Sincerely yours...」が期間内売上47.2万部を記録し、1位を獲得。「写真集」ジャンル年間売上歴代1位。2024年4月19日、「オリコン令和ランキング(令和元年～5年)」BOOKランキング ジャンル別「写真集」女性で、期間内売上49.0万部を記録して1位を獲得。また、同調査が始まった2008年以降、男女作品あわせて写真集ジャンル作品歴代1位であることが発表された。

## 人物
姉と弟がいる。
身長154cm。
特技はものまね、英語が堪能（英検準1級）、テトリス、テニス。かつて実家で「ダンディ」という名前の犬（雄のヨークシャー・テリア）を飼っていた。名前の由来はDandelion（タンポポ）から。
美意識が高いことでも知られており、化粧品だけでなく体に取り入れるものにも徹底的にこだわっている。2020年、美容誌『VOCE』（講談社）が開催する「VOCE BEST COSMETICS AWARDS 2020」の特別賞「2020年“最も美しい人”」に選出された。

## 受賞
- GQ Men of the Year2020 ブレイクスルー・ウーマン・オブ・ザ・イヤー賞[25]

## 出演番組

### レギュラー出演
- アナCAN（2009年4月7日 - 9月22日）
- イブニングワイド（2010年1月8日 - 3月26日） - 金曜日進行キャスター
- Nスタ（2010年4月1日 - 2011年4月1日） - 「N天」「エンタほ〜りこみっ」毎週木・金曜日担当
- JNNフラッシュニュース - 金曜日
- キングオブチェアー（2010年7月20日・10月11日 - 2011年1月1日）
- 関口宏の東京フレンドパークII（2010年3月29日 - 2011年3月28日（最終回・休閉園日）） - 従業員
- サンデージャポン（進行・サンジャポジャーナリスト・「情報ライブみな実屋」コーナー リポーター／2010年9月12日 - 2014年9月28日）[9]
- サタネプ☆ベストテン（2011年10月15日 - 2012年9月1日）
- 爆報! THE フライデー（2011年10月21日 - 2014年9月19日）
- さんまのSUPERからくりTV
  - 「ぶりっ子女子アナ田中みな実 vs しずちゃん」シリーズ（VTR出演）
  - 「さんまのウキウキお店訪問」（2011年5月8日放送）ほか
- ニッポン!いじるZ（2011年10月13日（12日深夜） - 2013年3月21日（20日深夜））
- アカデミーナイト（2009年10月16日 - 2013年10月10日）※その後木曜深夜に放送[26]
- TBSニュースバード（CS、2011年11月頃 - 2012年9月） - 隔週火曜深夜
- 女子アナの罰（2012年7月16日 - 2014年3月26日） - 不定期出演
- みのもんたのサタデーずばッと → サタデーずばッと（2011年4月2日 - 2014年3月29日）
  - JNN NEWS - 山内あゆの産休による代理→降板後の後任。
- ウエディングステージ〜みんなが主役のウエディング（2013年10月1日 - 2014年9月） - ナレーション
- ニュースな晩餐会（2014年10月 - 2015年8月、フジテレビ） - MC[27]
- 人名バラエティー 集まれ田中!（2015年9月23日、NHK総合）
- 4コマコント 起笑転結（2015年10月14日未明 - 12月30日未明（火曜深夜）、日本テレビ） - MC
- 巷のリアルTV カミングアウト!（2015年10月16日 - 2016年3月18日、フジテレビ） - MC[28]
- ANSWERS by fashion tv（2015年10月8日 - 2016年3月24日、BSフジ） - ナレーション
- 幸せ追求バラエティ 金曜日の聞きたい女たち（2016年4月 - 8月、フジテレビ） - 進行[29]
- ちょっとザワつくイメージ調査 もしかしてズレてる?（2017年1月23日 - 12月25日、関西テレビ・フジテレビ） - MC [30]
- ひるキュン!（2016年10月3日 - 2019年3月29日、TOKYO MX） - MC [31][32]
- 有吉ジャポン（2012年7月13日・10月10日未明 - 2021年3月27日未明、TBS） - MC、TBS時代より担当
- ジョブチューン アノ職業のヒミツぶっちゃけます!（2013年2月2日 - 2021年3月13日、TBS） - MC、TBS時代より担当
- 坂上忍の勝たせてあげたいTV（2016年5月5日 - 2020年12月30日、日本テレビ） - 進行
- グータンヌーボ2（2019年1月16日未明 - 2021年12月22日、カンテレ） - MC
- あざとくて何が悪いの?（2019年9月27日・2020年4月17日、7月25日 / 2020年10月10日 -2023年9月24日 、テレビ朝日） - MC[33][34][35][36][37]

### ゲスト出演
- アナザースカイ（2015年4月3日、日本テレビ） - 訪問地：アメリカ合衆国・ニューヨーク[38]

- 突然ですが占ってもいいですか?（2021年6月23日）[39]
- Google Pixel Presents ANOTHER SKY（2024年3月16日、日本テレビ） - 訪問地：スペイン・バルセロナ／フランス・リヨン[40]

### テレビドラマ
- 絶対正義（2019年2月2日 - 3月24日、東海テレビ・フジテレビ） - 石森麗香 役[15]
- ルパンの娘（フジテレビ） - 双葉美羽 役[41][42]
  - 第1シリーズ 第5話（2019年8月8日）
  - 第2シリーズ 第5話（2020年11月12日）[43]
- モトカレマニア（2019年10月17日 - 12月12日、フジテレビ） - 来栖むぎ 役[44][45]
- M 愛すべき人がいて（2020年4月18日 - 7月4日、テレビ朝日・AbemaTV配信） - 姫野礼香 役[46][47][48][49][50]
- 世にも奇妙な物語 夏の特別編「燃えない親父」（2020年7月11日、フジテレビ） - 写真集のみ出演
- ノースライト（2020年12月12日・19日、NHK総合） - 津村マユミ 役[51]
- 光秀のスマホ 歳末の陣（2020年12月25日、NHK総合） - おね 役[52]
- 俺の家の話 第6話・第8話（2021年2月26日・3月12日、TBS） - 望月ちはる 役[53]
- 生きるとか死ぬとか父親とか（2021年4月9日 - 6月26日、テレビ東京） - 東七海 役[54]
- ボクの殺意が恋をした（2021年7月4日 - 9月12日、日本テレビ） - 水瀬千景 役[55]
- ラジエーションハウスII〜放射線科の診断レポート〜 第1話（2021年10月4日、フジテレビ） - 宝生真凛 役[56]
- 最愛（2021年10月15日 - 12月17日、TBS） - 橘しおり 役[57][58]
- 吉祥寺ルーザーズ（2022年4月11日 - 6月27日、テレビ東京） - 大庭桜 役[59][60]
- ボーイフレンド降臨!（2022年10月15日 - 12月17日、テレビ朝日） - ヒロイン・佐藤渉 役[61][62]
- 悪女について（2023年3月13日、NHK BS4K / 6月27日・7月4日、NHK総合） - 主演・富小路公子 役[17]
- あなたがしてくれなくても（2023年4月13日 - 6月22日、フジテレビ） - 新名楓 役[63]
  - あなたがしてくれなくても 特別編（2023年6月29日、フジテレビ）[64]
- ばらかもん（2023年7月12日 - 9月20日、フジテレビ） - 久保田育江 役[65]
- Destiny（2024年4月9日 - 6月4日、テレビ朝日） - 及川カオリ 役[66]
- ギークス〜警察署の変人たち〜（2024年7月4日 - 9月19日、フジテレビ） - 吉良ます美 役[67][68]
- ブラックペアン シーズン2（2024年7月7日 - 9月15日、TBS） - 椎野美咲 役[69]
- 愛の、がっこう。（2025年7月10日 - 、フジテレビ） - 町田百々子 役[70][71]

### ラジオ
- BATTLE TALK RADIO アクセス内ラジオニュース（2009年9月14日・10月1日）
- 大沢悠里のゆうゆうワイド
  - 朝8時台のラジオニュース（2009年9月15日・10月2日・10月7日 - 2010年3月） - 主に水曜日担当
- サタデー・スポーツマネージャー（2009年10月10日 - 2010年4月3日）
- 爆笑問題の日曜サンデー（2010年1月3日・5月30日・8月29日）
- 村上萌のCutie Party（2010年10月4日 - 12月30日） - アシスタント
- 山崎真実のサンデー・グッド・サポート（2010年10月10日 - 2011年4月3日） - アシスタント
- 吉木りさのエンジョイ・ドライビング・サンデー（2011年4月10日 - 6月26日）
- 田中みな実 あったかタイム（2012年1月3日 - 、TBSラジオ） - TBS時代より担当
- ジョブチューンR（2013年4月6日 - 2016年12月31日、TBSラジオ）
- antenna* TOKYO ONGOING（2016年4月30日 - 2018年3月30日、TOKYO FM）

### 映画
- 短編映画『マリアンヌの埋葬』（2004年、ニューシネマワークス） - 実夏 役
- コドモ警察（2013年3月20日公開、東宝）
- マスカレード・ナイト（2021年9月17日公開、東宝） - 秋山久美子 役[72]
- ずっと独身でいるつもり?（2021年11月19日公開、日活） - 主演・本田まみ 役[73]
- 映画 イチケイのカラス（2023年1月13日公開、東宝） - 島谷加奈子 役[74]
- 私にふさわしいホテル（2024年12月27日公開、日活 / KDDI） - 明美 役[75][76]

### 吹き替え
- ドクター・ストレンジ（2017年、ウォルト・ディズニー・ジャパン） - 心配する医師 役[77]
- ゴジラvsコング（2021年、東宝） - マイア・シモンズ 役[78]

### ネット配信
- TBS女子アナウンス部御中 『田中みな実 アナウンサーのお仕事』（2010年7月1日 - 2012年、全70回）ネット配信による有料コンテンツ
- かぐや姫と7人の王子たち（2019年6月1日 - 8月17日、AbemaTV） - MC
- BEAUTY THE BIBLE（2019年12月 - 2020年2月・12月 - 2021年3月、Amazonプライム） - MC

### Webドラマ
- 奪い愛、夏（2019年8月8日 - 9月26日、AbemaTV） - 井川瞳 役[79][80][81]
- L 礼香の真実（2020年6月28日 - 7月5日、全7話[注 2]、ABEMA） - 主演・姫野礼香 役 ※『M 愛すべき人がいて』のスピンオフ作品。[82][83]
- ボクの殺意が恋する前（2021年7月25日 - 9月12日、Hulu） - 水瀬千景 役 ※『ボクの殺意が恋をした』のスピンオフ作品。[84]
- パンドラの果実〜科学犯罪捜査ファイル〜 Season3 （2024年6月16日 - 、Hulu） - 御門凛子 役[85]

### CM
- ENEOSmio 「ニュースキャスター 水素」篇（2015年10月 - ）[86]
- KDDI
  - 「有吉ジャポン・au Bar みな実」（2015年11月 - 2016年3月）
  - 「au三太郎シリーズ」（2023年9月1日 - ） - 鬼嫁 役[87]
- サッポロビール「チューハイ・りらくす」（2018年）
- オープンハウス
  - 夢見る小学生シリーズ 「保健室」篇（2019年）、「下校」篇（2020年）[注 3]
  - 座敷童子シリーズ 「友人」篇（2021年）[注 4]、「先輩登場」篇 「リモートワーク」篇（2022年）[注 5]
- キリン・一番搾り（2020年）
- スマートフォンアプリ「聖闘士星矢 ライジングコスモ」（2020年9月19日 - ）
- ニベア花王
  - ニベア 「夏ニベア宣言」篇（2020年2月 - ）[注 6][88]
  - ニベア デオドラント アプローチ（2020年2月 - ）[89]
  - ニベア UVディーププロテクト&ケア（2021年2月 - ）
  - ニベア デオプロテクト&ケア スプレー（2021年2月 - ）
  - ニベア クリアビューティー2WAY美容洗顔（2024年4月 - ）[90]
  - ニベア 肌磨きジェルクレンズ（2025年4月 - ）[91]
- 明治
  - TANPACT
    - 「TANPACTな夫婦」篇（2020年3月30日 - ）[注 7][92]
    - 「わたしとあなたとTANPACT 田中みな実」篇、「わたしとあなたとTANPACT 飯尾和樹」篇（2022年6月1日 - ）[注 7][93]

  - α-LunA
    - 「新習慣」篇[94]
- OCN
  - モバイルONE（2021年2月 - ）
  - 光回線（2021年3月 - ）
- リーボック DAILYFIT（2021年3月 - ）
- コーセーコスメポート ジュレーム リラックス（2021年4月 - ）
- ABCマート（2021年）
- 総務省「もう、持ってる?マイナンバーカード」（2021年8月 - ）
- エニグモ「BUYMA」（2022年6月 - ）[注 8][95]
- Panasonic Beauty（2022年5月 - ）
- 花王 ピュオーラ（2023年3月15日 - ）
- サントリー こだわり酒場のタコハイ（2023年3月15日 - ）
- P&G WANOMI 和の実　米ぬかシャンプー（2023年 - ）
- カネボウ化粧品 DEW（2024年2月9日 - ）[96]
- カルビー Body Granola
  - 「姉と弟の朝」篇（2024年2月22日 - ）[97]
  - 「試行錯誤」篇、「内側ケア」篇（2025年3月15日 - ）[98]

## 書籍

### 写真集
- Sincerely yours...（2019年12月13日、宝島社）ISBN 978-4-8002-8848-6[注 9]

### 雑誌
- 週刊ヤングジャンプ 45号（2008年10月23日） - グラビア
- 週刊プレイボーイ 15号（2009年4月6日） -「おめでとうアナ咲く卒業」同期の江藤愛とツーショット
- ビッグコミックスピリッツ No.10（2012年2月20日号） - 巻頭グラビア
- 週刊プレイボーイ（2011年5月8日発売号 - 2014年9月）『田中みな実のみなみんみんぜみ』 - 連載
- B.L.T.『田中みな実のみなはっぴー・BLT版』 - 連載